# Wardy Alfaro
Wardy Alfaro Pizarro (Alajuela, 1977. december 31. –) Costa Rica-i válogatott labdarúgókapus.

## Pályafutása

### Klubcsapatban
1998 és 1999 között a Santos de Guápiles csapatában játszott. 1999 és 2001 között a Guanacasteca kapuját védte. 2001 és 2004 között a Cartaginés játékosa volt. 2004-től 2010-ig az Alajuelense kapusa volt, melynek tagjaként 2005-ben bajnoki címet szerzett. 2010 és 2011 között a Santos de Guápiles, 2012 és 2014 között a Cartaginés csapatában játszott.

### A válogatottban
2006 és 2007 között 5 alkalommal szerepelt a Costa Rica-i válogatottban. Bemutatkozására 2002 novemberében került sor egy Ecuador elleni barátságos mérkőzés alkalmával. Részt vett a 2007-es CONCACAF-aranykupán és a 2006-os világbajnokságon, ahol José Porras és Álvaro Mesén mögött a válogatott harmadik számú kapusának számított.

## Sikerei, díjai
LD Alajuelense
- Costa Rica-i bajnok (1): 2004–05

Costa Rica
- UNCAF-nemzetek kupája győztes (1): 2007

## Külső hivatkozások
- Wardy Alfaro adatlapja a National-Football-Teams.com oldalon (angolul)

- Wardy Alfaro (angol nyelven). FootballDatabase.eu
- Wardy Alfaro (német nyelven). kicker.de
- Wardy Alfaro adatlapja a worldfootball.net oldalon (angolul)